# SG Ordnungspolizei Halle
Die SG Ordnungspolizei Halle war ein Sportverein im deutschen Reich mit Sitz in der heutzutage kreisfreien Stadt Halle in Sachsen-Anhalt.

## Geschichte
Die Fußball-Mannschaft wurde zur Saison 1944/45 der Gauliga Mitte in den Bezirk Jahn eingruppiert. Durch den fortschreitenden Zweiten Weltkrieg wurde die Spielzeit jedoch nicht zu Ende gespielt. Über ausgetragene Spiele oder Platzierungen der Mannschaft gibt es keine Aufzeichnungen. Nach dem Ende des Krieges wurde der Verein aufgelöst.